# Đào Hồng Lan
Đào Hồng Lan (sinh ngày 23 tháng 7 năm 1971 ở xã Tam Kỳ, huyện Kim Thành, tỉnh Hải Dương) là nữ chính trị gia người Việt Nam. Bà hiện là Ủy viên Ban Chấp hành Trung ương Đảng khóa XIII, Bí thư Đảng ủy Bộ Y tế, Bộ trưởng Bộ Y tế. 
Bà từng là Bí thư Tỉnh ủy Bắc Ninh; Trưởng Đoàn Đại biểu Quốc hội khóa XV tỉnh Bắc Ninh; Ủy viên dự khuyết Ban Chấp hành Trung ương Đảng khóa XII; Phó Vụ trưởng Bảo hiểm xã hội, Phó Chánh văn phòng, Chánh văn phòng, Thứ trưởng Bộ Lao động – Thương binh và Xã hội.
Từ năm 1945 đến nay, bà là nữ Bộ trưởng Bộ Y tế thứ 3 của Việt Nam sau Trần Thị Trung Chiến và Nguyễn Thị Kim Tiến; người đầu tiên đứng đầu Bộ Y tế mà không xuất thân từ ngành y và là nữ Bí thư Tỉnh ủy đầu tiên của tỉnh Bắc Ninh.

## Tiểu sử
Đào Hồng Lan sinh ngày 23 tháng 7 năm 1971 tại xã Tam Kỳ, huyện Kim Thành, tỉnh Hải Dương. Bà là cựu sinh viên lớp Công nghiệp 31, khoa Quản trị kinh doanh của trường Đại học Kinh tế Quốc dân.
Đến ngày 15 tháng 3 năm 2001, bà đã gia nhập đảng và trở thành đảng viên của Đảng Cộng sản Việt Nam. Trình độ lý luận chính trị của bà được cho là cao cấp với trình độ chuyên môn ở mức Thạc sĩ Kinh tế.

## Sự nghiệp

### Bộ Lao động – Thương binh và Xã hội
Từ tháng 12 năm 1993 đến tháng 7 năm 1995 bà giữ chức Cán bộ tư vấn, Trung tâm Xúc tiến việc làm thanh niên Hà Nội thuộc Thành Đoàn Hà Nội. Đến tháng 8 năm 1995, bà được luân chuyển sang và trở thành chuyên viên Vụ Bảo hiểm xã hội thuộc Bộ Lao động – Thương binh và Xã hội.
Vào tháng 4 năm 2006 đến tháng 10 cùng năm bà đảm nhận vai trò Phó Vụ trưởng Vụ Bảo hiểm xã hội, thuộc Bộ Lao động – Thương binh và Xã hội. Tuy nhiên, từ tháng 10 cùng năm, bà lại được bổ nhiệm trở thành Phó Chánh Văn phòng, Phó Chánh văn phòng phụ trách Văn phòng cùng Bộ và Ủy viên Ban Chấp hành Trung ương Hội Liên hiệp Phụ nữ Việt Nam đến hết tháng 3 năm 2009.
Đến tháng 4 năm 2009, bà được đưa lên Chánh Văn phòng của Bộ Lao động – Thương binh và Xã hội. Đồng thời tiếp tục giữ chức vụ Ủy viên Ban Chấp hành Trung ương Hội Liên hiệp Phụ nữ Việt Nam và có mặt trong Ủy viên Ban Chấp hành Tổng Liên đoàn Lao động Việt Nam.
Vào ngày 17 tháng 12 năm 2014, Thủ tướng Nguyễn Tấn Dũng ký Quyết định số 2298/QĐ-TTg bổ nhiệm bà giữ chức Thứ trưởng Bộ Lao động –Thương binh và Xã hội. Trong thời gian đó bà tiếp tục đảm nhận thêm các chức vụ như Ủy viên Ban Cán sự Đảng, Bí thư Đảng ủy Bộ; Ủy viên Ban Chấp hành Trung ương Hội Liên hiệp Phụ nữ Việt Nam; Ủy viên Ban Chấp hành Tổng Liên đoàn Lao động Việt Nam và có mặt trong Ủy viên Ban Chấp hành Đảng bộ Khối các cơ quan Trung ương.
Tháng 1 năm 2016, tại Đại hội đại biểu toàn quốc lần thứ XII của Đảng, bà được bầu làm Ủy viên dự khuyết Ban Chấp hành Trung ương Đảng.

### Tỉnh ủy Bắc Ninh
Ngày 26 tháng 3 năm 2018, Bộ Chính trị quyết định luân chuyển, chỉ định bà tham gia Ban Chấp hành, Ban Thường vụ và giữ chức Phó Bí thư Tỉnh ủy Bắc Ninh nhiệm kỳ 2015 – 2020. Đến ngày 25 tháng 9 năm 2020, Hội nghị lần thứ nhất Ban Chấp hành Đảng bộ tỉnh Bắc Ninh đã thống nhất 100% bầu bà giữ chức Bí thư Tỉnh uỷ khóa XX. Bà cũng là nữ Bí thư Tỉnh ủy đầu tiên của tỉnh Bắc Ninh.
Tháng 1 năm 2021, tại Đại hội đại biểu toàn quốc lần thứ XIII của Đảng, bà lần đầu tiên được bầu làm Ủy viên chính thức Ban Chấp hành Trung ương Đảng. Đồng thời trong lúc đó, bà kiêm các chức danh như Bí thư Đảng ủy Quân sự tỉnh Bắc Ninh; Đại biểu Quốc hội khóa XV và Trưởng Đoàn Đại biểu Quốc hội tỉnh Bắc Ninh, Tổ trưởng Tổ Đảng. Trong giai đoan ở Bắc Ninh, bà cũng từng đảm nhận vai trò Trưởng ban Chỉ đạo phòng, chống COVID-19 tỉnh.

### Bộ Y tế
Ngày 15 tháng 7 năm 2022, Bộ Chính trị đã ban hành Quyết định số 568-QĐNS/TW điều động, phân công bà Đào Hồng Lan, Ủy viên Trung ương Đảng, thôi tham gia Ban Chấp hành, Ban Thường vụ và thôi giữ chức Bí thư Tỉnh ủy Bắc Ninh để chỉ định giữ chức Bí thư Ban Cán sự đảng Bộ Y tế. Cùng ngày hôm đó, Thủ tướng Chính phủ Phạm Minh Chính đã ký Quyết định số 839/QĐ-TTg, về việc giao Quyền Bộ trưởng Bộ Y tế cho bà đảm nhận thay thế cho ông Nguyễn Thanh Long, sau khi phát hiện những bê bối liên quan đến Vụ án sai phạm tại Công ty cổ phần Công nghệ Việt Á.
Ngày 26 tháng 8 năm 2022, Ủy ban Thường vụ Quốc hội ban hành Nghị quyết số 578/NQ-UBTVQH15 về phê chuẩn việc cho thôi làm nhiệm vụ Trưởng Đoàn Đại biểu Quốc hội khóa XV tỉnh Bắc Ninh đối với đồng chí Đào Hồng Lan để thực hiện nhiệm vụ khác.
Trước tình hình dịch bệnh, bà yêu cầu các bộ, ngành, địa phương cần tiếp tục theo dõi chặt chẽ tình hình dịch, nhất là sự xuất hiện của các biến thể mới của COVID-19; chủ động xây dựng các kịch bản, phương án ứng phó và triển khai đáp ứng với mọi tình huống có thể xảy ra.
Tại phiên họp lần thứ 16 của Ban Chỉ đạo Quốc gia phòng chống dịch COVID-19 diễn ra sáng 6 tháng 8, bà báo cáo vào tháng 7 năm 2022 cả nước ghi nhận trên 33.000 ca mắc, 6 ca tử vong; thời gian gần đây ghi nhận khoảng 2.000 ca mắc/ngày. So với tháng trước, số mắc tăng 22,4%, giảm 2 ca tử vong, tỷ lệ chết/mắc 0,02%. Tỷ lệ tiêm mũi 1, mũi 2 cho người từ 12 tuổi trở lên đạt xấp xỉ 100%, tiêm mũi 3 cho người từ 18 tuổi trở lên trên tổng dân số 52%.
Trước tình hình dịch bệnh đậu mùa khỉ xuất hiện Bộ Y tế đã đề xuất khai báo y tế để ngăn đậu mùa khỉ xâm nhập trước tình hình Việt Nam đang phải đối phó với nhiều bệnh truyền nhiễm cùng lúc như sốt xuất huyết, tay chân miệng, cúm, COVID-19, bà nhận định phải có các biện pháp để ngăn chặn ngay từ cửa khẩu với bệnh đậu mùa khỉ.
Đến ngày 21 tháng 10 năm 2022, Quốc hội chính thức thông qua nghị quyết phê chuẩn và bổ nhiệm bà Đào Hồng Lan giữ chức Bộ trưởng Bộ Y Tế. Từ năm 1945 đến nay, bà là người đầu tiên đứng đầu Bộ Y tế nhưng không xuất thân từ ngành Y và là người phụ nữ thứ 3 đứng đầu Bộ này sau Trần Thị Trung Chiến (thán 8 năm 2002 – tháng 8 năm 2007) và Nguyễn Thị Kim Tiến (tháng 8 năm 2011 – tháng 11 năm 2019).
Hôm 13 tháng 12 năm 2022, tại trụ sở của Bộ Y tế, bà Đào Hồng Lan đã có buổi làm việc với Angela Pratt, Trưởng Đại diện Tổ chức Y tế Thế giới tại Việt Nam để thảo luận về vấn đề đảm bảo sức khỏe toàn dân và hoàn thiện văn kiện hợp tác giữa Việt Nam và Tổ chức Y tế Thế giới.
Trước đó một tháng, bà cũng đã đón tiếp Ayako Inagaki, Giám đốc Vụ nguồn lực và Xã hội Đông Nam Á. Trong kỳ họp Quốc hội vào ngày 6 tháng 1 năm 2023, đại diện Bộ Y tế, bà đã có những phát biểu liên quan đến Luật Khám bệnh, chữa bệnh (sửa đổi) như kiểm soát và thời hạn giấy phép người hành nghề hay các vấn đề tự chủ trong các cơ sở y tế công lập.
Bộ trưởng Đào Hồng Lan đảm bảo vai trò lãnh đạo ổn định ngành y tế Việt Nam
Bà Đào Hồng Lan được bổ nhiệm làm Bộ trưởng Bộ Y tế Việt Nam vào ngày 21 tháng 10 năm 2022, trở thành nữ Bộ trưởng đầu tiên của ngành không xuất thân từ lĩnh vực y tế. Quyết định này được đưa ra sau một giai đoạn Bộ Y tế thiếu vị trí lãnh đạo cao nhất, ảnh hưởng đến sự vận hành của ngành.
Ngay sau khi nhận nhiệm vụ, bà Đào Hồng Lan tập trung vào việc củng cố bộ máy lãnh đạo, đảm bảo sự ổn định trong quản lý và vận hành hệ thống y tế, đặc biệt trong bối cảnh ngành đối mặt với nhiều thách thức như hậu quả của đại dịch COVID-19, tình trạng thiếu thuốc và vật tư y tế, và áp lực về cải thiện chất lượng dịch vụ y tế.
Dưới sự lãnh đạo của bà, ngành y tế đã triển khai các cải cách hành chính quan trọng, tăng cường tính minh bạch trong quản lý và đấu thầu thuốc, đồng thời thúc đẩy chuyển đổi số trong y tế. Bà cũng đặt trọng tâm vào việc cải thiện đời sống và điều kiện làm việc của đội ngũ y bác sĩ, nhằm giảm tình trạng "chảy máu chất xám" và duy trì sự gắn bó của nhân viên y tế với hệ thống công lập.
Với những nỗ lực này, bà Đào Hồng Lan đã góp phần quan trọng trong việc duy trì sự ổn định và phát triển của ngành y tế, tạo nền tảng cho các cải cách sâu rộng hơn trong tương lai.
Luật sửa đổi, bổ sung một số điều của Luật Dược và Luật Bảo hiểm y tế
Dưới sự chỉ đạo của Bộ trưởng Bộ Y tế Đào Hồng Lan, hai dự thảo quan trọng là Luật sửa đổi, bổ sung một số điều của Luật Dược và Luật Bảo hiểm y tế (BHYT) đã được Quốc hội Việt Nam thảo luận và thông qua trong các kỳ họp vào năm 2024 và 2025. Đây là các bước đi quan trọng nhằm cải thiện hệ thống y tế và đáp ứng nhu cầu chăm sóc sức khỏe ngày càng cao của người dân.
Quốc hội Việt Nam thông qua lệnh cấm thuốc lá điện tử và thuốc lá nung nóng
Vào ngày 30 tháng 11 năm 2024, Quốc hội Việt Nam đã thông qua Nghị quyết 173/2024/QH15, chính thức cấm sản xuất, kinh doanh, nhập khẩu, vận chuyển, và sử dụng thuốc lá điện tử và thuốc lá nung nóng từ năm 2025. Đây là một bước tiến quan trọng nhằm bảo vệ sức khỏe cộng đồng, đặc biệt là giới trẻ, trước nguy cơ từ các sản phẩm thuốc lá mới nổi.

Trong quá trình thảo luận tại nghị trường, Bộ trưởng Bộ Y tế Đào Hồng Lan đã đóng vai trò nổi bật khi trực tiếp mang các mẫu sản phẩm thuốc lá điện tử và thuốc lá nung nóng đến buổi họp. Hành động này nhằm minh họa rõ nét về tính chất nguy hại của các sản phẩm, từ đó nhấn mạnh sự cần thiết của việc ban hành lệnh cấm. Bộ trưởng Đào Hồng Lan cũng trình bày các số liệu và bằng chứng khoa học về tác hại của thuốc lá điện tử, đồng thời đề xuất các biện pháp kiểm soát hiệu quả để bảo vệ sức khỏe cộng đồng.